# Joaquim Neto de Moura
Joaquim Neto de Moura (Figueiró, Paços de Ferreira, 10 de abril de 1956) é um juiz desembargador português, conhecido pelos seus acórdãos controversos em casos de violência doméstica, em que chegou a justificar a violência cometida contra a mulher por parte do marido com citações da Bíblia, do Código Penal de 1886 e referências a civilizações que punem o adultério com pena de morte.

## Biografia
De origens humildes, Neto de Moura é um dos dez filhos (oito rapazes e duas raparigas) de Adriano Moura, antigo operário polidor das Indústria de Mobiliário Escolar Pinto da Costa, e de Adelaide Neto. Terá sido educado segundo os cânones da religião católica: os pais inscreveram-no no seminário, no Mosteiro de Singeverga, de onde terá contudo sido expulso, entre outros motivos, por "falta de vocação".
Frequentou a Faculdade de Direito da Universidade de Lisboa onde, nos tempos após o 25 de Abril, militou na União de Estudantes Comunistas.
Antes de se tornar juiz desembargador do Tribunal da Relação de Lisboa e, depois, do Porto, foi juiz desde 1987 nas comarcas de Viseu, Miranda do Douro, Vouzela, Ponta do Sol, São Vicente, Funchal, São Pedro do Sul, Bragança, Santo Tirso, e Loures (nesta última, durante dez anos). Fez parte dos coletivos de juízes dos casos mediáticos de Gabriel Luís, antigo autarca de Santa Cruz, em 2000, e do Padre Frederico, em 1993.
Foi na Madeira que conheceu a procuradora beirã com quem viria a casar nos jardins do Convento de Mafra; o casal tinha duas filhas. Hoje em dia, uma das filhas fez a transição para trocar de sexo, sendo um homem transsexual. Reformou-se em 01 de outubro de 2023, com uma reforma de 6727 euros mensais.

### Polémicas
Neto de Moura tornou-se conhecido do grande público quando, em outubro de 2017, a comunicação social noticiou um acórdão por si relatado, dum caso de violência doméstica em que o marido e o ex-amante da senhora agredida ter-lhe-ia batido com uma moca de pregos. O acórdão valorizava as atenuantes do "contexto de adultério praticado pela assistente", na medida em que constituiria "um gravíssimo atentado à honra e dignidade do homem". O acórdão faz ainda referência à existência de sociedades "em que a mulher adúltera é alvo de lapidação até à morte", que "na Bíblia podemos ler que a mulher adúltera deve ser punida com a morte", e que o Código Penal de 1886 "punia com uma pena pouco mais do que simbólica o homem que, achando sua mulher em adultério, nesse acto a matasse", e considera ainda que a sociedade portuguesa "vê com alguma compreensão a violência exercida pelo homem traído, vexado e humilhado pela mulher". Na sequência deste, emergiram na comunicação social outros acórdãos de casos de violência doméstica: um, datado de junho de 2016, em que se lê que "uma mulher que comete adultério é uma pessoa falsa, hipócrita, desonesta, desleal, fútil, imoral. Enfim, carece de probidade moral" e que, por isso, "não surpreende que recorra ao embuste, à farsa, à mentira para esconder a sua deslealdade e isso pode passar pela imputação ao marido ou ao companheiro de maus tratos"; um outro, de outubro de 2016, em que é revogada a medida urgente de afastamento da residência a um agressor, porque "os insultos seriam recíprocos e a denunciante até já teria manifestado desejar a morte do arguido"; outro ainda, de janeiro de 2013, em que considera não ser de "gravidade bastante" um arguido que atingiu a mulher com um murro no nariz enquanto esta estava com o filho bebé de nove dias ao colo.
Dois meses depois, o Conselho Superior da Magistratura decide instaurar um processo disciplinar a Neto de Moura, "por violação dos deveres funcionais de correcção e de prossecução do interesse público", que deliberou (com apenas quatro votos, tendo sido necessário ao presidente usar o voto de qualidade) aplicar-lhe uma advertência registada. O Presidente do Supremo Tribunal de Justiça, António Joaquim Piçarra, considerou nesta ocasião que as expressões utilizadas nos acórdãos de Neto de Moura "são ofensivas, desrespeitosas e atentatórias dos princípios constitucionais e supraconstitucionais da dignidade e da igualdade humanas"
Alvo de duras críticas por parte, entre outros, das políticas Catarina Martins, Mariana Mortágua, Joana Amaral Dias, e dos humoristas Ricardo Araújo Pereira, Bruno Nogueira, e Diogo Batáguas, Neto de Moura tornou pública a sua intenção de recorrer a ações cíveis por ofensas à honra pessoal e profissional como resposta a comentários sobre si nos media e nas redes sociais, em que era categorizado como machista e misógino; esta ameaça surtiu apenas o efeito de aumentar o tom das críticas, principalmente por parte dos humoristas.
Em março de 2019, Neto de Moura foi transferido pelo presidente do Tribunal da Relação do Porto, Nuno Ataíde das Neves, da 1.ª secção criminal para a 3.ª secção cível, onde não são julgados casos de violência doméstica, medida tomada por "manifesta conveniência de serviço".